# Surowiec mineralny
Surowiec mineralny – wydobyta ze złoża kopalina użyteczna, mająca zastosowanie w gospodarce, produkt przemysłu wydobywczego. Jest składnikiem środowisk przyrodniczych: skorupy ziemskiej, hydrosfery, biosfery i atmosfery.
Należą do nich:
- mineralne surowce energetyczne (węgiel kamienny, węgiel brunatny, ropa naftowa, gaz ziemny),
- metale (żelazo, miedź, cynk, ołów, kobalt, chrom, nikiel, boksyty),
- niemetale – chemiczne (siarka, fosforyty, sól kamienna, sól potasowa),
- surowce ceramiczne (np. kaolin, dolomit, iły)
- budowlane (piaski, żwiry, gliny, kruszywo skalne).

Zastosowanie surowców mineralnych:
- energetyczne: węgiel, gaz, benzyna;
- metalurgiczne: rudy metali;
- chemiczne: spożywczy, nawozy sztuczne;
- zdobniczy: metale szlachetne;
- budowlane: wapna, piasek, skały wapienne i gipsowe;

Surowce mineralne to minerały i skały, które człowiek wydobywa, przetwarza i użytkuje.

## Podział surowców mineralnych
Ze względu na zastosowanie surowce mineralne możemy podzielić na:
- surowce energetyczne – węgiel kamienny, węgiel brunatny, torf, bituminy (łupki bitumiczne, ropa naftowa, asfalt, wosk ziemny, gaz ziemny).
- rudy obejmujące tzw.
  - rudy metali żelaznych – żelazo, mangan, chrom, nikiel, kobalt, wolfram, wanad, molibden
  - rudy metali kolorowych – cynk, cyna, miedź, ołów, arsen, rtęć
  - metale szlachetne – złoto, srebro, platynowce
  - rudy metali lekkich – glin, magnez, beryl
  - pierwiastki promieniotwórcze
- surowce chemiczne – sól kamienna, sól potasowa, saletry, fosforyty, gips, siarka
- surowce skalne – obejmujące:
  - skały używane w budownictwie: granity, sjenity, bazalty, piaskowce, wapienie, gliny, żwiry, piaski.
  - surowce ceramiczne i surowce ogniotrwałe – wapienie, margle, gliny, iły, kaoliny, magnezyty, azbesty.
  - oraz stosowane do celów specjalnych np. materiały ścierne, optyczne, farby mineralne.
- kamienie szlachetne i kamienie półszlachetne